# Tháng 6 năm 2007
Trang này liệt kê những sự kiện quan trọng vào tháng 6 năm 2007.

## Thứ sáu, ngày1 tháng 6
- Một bộ lạc thổ dân mới, mang tên "Metyktire", được khám phá ra tại rừng Amazon. AP

## Thứ hai, ngày4 tháng 6
- Tổng thống Vladimir Putin tuyên bố rằng Nga có thể nghĩ đến nhắm vũ khí hạt nhân vào một số vị trí châu Âu nếu Hoa Kỳ tiếp tục hướng vào hệ thống phòng thủ tên lửa trên lục địa này. BBC
- Bão Gonu bắt 7.000 người phải di tản khỏi đảo Masirah cách bờ biển Oman sau khi trở thành xoáy thuận nhiệt đới tại biển Ả Rập mạnh nhất trong lịch sử. AP Lưu trữ ngày 8 tháng 6 năm 2007 tại Wayback Machine
- Cộng hòa Nhân dân Trung Hoa xuất bản Kế hoạch Quốc gia về Thay đổi Khí hậu đầu tiên, có mục đích giảm mức phát khí nhà kính trong nước xuống 1,5 tấn mỗi năm từ 2010.
- Cựu Tổng thống Liberia Charles Taylor bắt đầu ra tòa vì tội phạm chiến tranh tại Tòa án Đặc biệt cho Sierra Leone của Liên Hợp Quốc ở La Hay.
- Biểu trưng của Thế vận hội Mùa hè 2012 tại Luân Đôn được tuyên bố. BBC

## Thứ năm, ngày7 tháng 6
- Các nhà lãnh đạo G8 họp tại hội nghị thượng đỉnh ở Heiligendamm (Đức) và thỏa thuận giảm nửa mức phát dioxide cacbon vào năm 2050, trong khi Tổng thống Mỹ George W. Bush và Tổng thống Nga Vladimir Putin gặp nhau để thảo luận về hệ thống phòng thủ tên lửa.
- Cảnh sát Sri Lanka đuổi hàng trăm người thuộc dân tộc thiểu số Tamil khỏi thủ đô Colombo dùng lý do chống lại Những con Hổ giải phóng Tamil.

## Thứ sáu, ngày8 tháng 6
- Hội đồng châu Âu xuất bản một bản báo cáo cho rằng các nước thành viên România và Ba Lan cộng tác với Cục Tình báo Trung ương Hoa Kỳ để mở tù bí mật cho những nghi can khủng bố.

## Thứ tư, ngày13 tháng 6
- Shimon Peres được bầu làm Tổng thống Israel sau khi cả hai đối thủ rút khỏi vòng hai cuộc bầu cử.
- Vũ Tự Gia Anh - Cầu thủ bóng rổ, HLV bóng đá của FC 9C ra đời tại Hà Nội, Việt Nam

## Thứ năm, ngày14 tháng 6
- Nhóm Hamas chiếm giữ Dải Gaza, khiến Tổng thống Mahmoud Abbas phải giải tán Chính phủ Palestine và tuyên bố tình trạng khẩn cấp.

## Chủ nhật, ngày17 tháng 6
- Người dân Pháp tham gia vòng hai cuộc Tổng tuyển cử, một tháng sau cuộc bầu cử tổng thống; dự đoán đảng UMP của Tổng thống Nicolas Sarkozy sẽ giành đa số trong Quốc hội.

## Thứ tư, ngày20 tháng 6
- Tòa án Đặc biệt cho Sierra Leone ở La Hay tuyên án ba người trong Hội đồng Cách mạng Lực lượng Vũ trang vì tội sử dụng trẻ em làm lính trong Nội chiến Sierra Leone, lần đầu tiên mà một tòa án quốc tế tuyên án vì tội này.
- Theo Cơ quan Đánh giá Môi trường Hà Lan, Cộng hòa Nhân dân Trung Hoa đã vượt qua Hoa Kỳ theo mức phát khí nhà kính trong nước.

## Thứ bảy, ngày23 tháng 6
- Hội đồng các nhà lãnh đạo của 27 quốc gia thuộc Liên minh châu Âu tán thành quá trình tạo ra Hiệp ước Cải cách để thay cho Hiến pháp châu Âu đã bị bác bỏ.

## Chủ nhật, ngày24 tháng 6
- Ali Hassan al-Majid, biệt danh Ali hóa học, em họ của Saddam Hussein, bị kết án tử hình cùng với hai người khác vì vai trò trong Chiến dịch Al-Anfal chống lại người Kurd tại Iraq.

## Thứ tư, ngày27 tháng 6
- Bộ trưởng Tài chính Gordon Brown trở thành tân Thủ tướng Anh thay thế ngài Tony Blair. Sau 10 năm làm tại nhiệm, ông Blair đảm nhận vai trò phái viên của Bộ tứ về Trung Đông (Hoa Kỳ, Liên minh châu Âu, Liên Hợp Quốc, và Nga).
- Một xác ướp được phát hiện trong một mộ không tên được nhà Ai Cập học Zahi Hawass định dạng là của nữ pharaon Hatshepsut.

## Thứ bảy, ngày30 tháng 6
- Vương quốc Anh và Bắc Ireland nâng cảnh báo khủng bố lên mức cực kỳ nghiêm trọng sau vụ tấn công Sân bay quốc tế Glasgow bằng một chiếc ô tô Jeep Cherokee. Một ngày trước đó đã có hai vụ tấn công bằng xe chở bom không thành công ở Luân Đôn.
- Hội đồng Bảo an Liên Hợp Quốc quyết định chấm dứt chương trình thanh sát vũ khí hủy diệt hàng loạt tại Iraq được bắt đầu từ năm 1999.
- Đông Timor tổ chức bầu cử Quốc hội.